# Heteropsini
Tribu
Synonymes
- Hétéropsides Lacordaire, 1869
- Heteropsinae Bates, 1870

Les Heteropsini sont une tribu d'insectes coléoptères de la famille des cérambycidés et de la sous-famille des Cerambycinae.

## Genres
- Allodemus
- Alloesia
- Amoaba
- Aridaeus
- Callideriphus
- Championa
- Chrysoprasis
- Cremys
- Eburiola
- Eriphosoma
- Eryphus
- Erythrochiton
- Erythropterus
- Eupempelus
- Heterops
- Homogenes
- Mallosoma
- Monnecles
- Neopoeciloderma
- Plectrocerum
- Poeciloderma
- Potisangaba
- Pseudothonalmus
- Purpuricenopsis
- Stratone
- Tacyba
- Tobipuranga
- Trichrous
- Unabiara
- Unatara